# PIWI odrůdy
PIWI odrůdy (z německého „pilzwiderstandsfähige Rebsorten“) je zkratka pro označení skupiny odrůd révy vinné odolných proti houbovým chorobám (plíseň révy, padlí).
Synonymem pro tyto odrůdy je také interspecifická, rezistentní či hybridní odrůda.
Odrůdy jsou vhodné pro výrobu kvalitních hroznů a vín v podmínkách biologického vinohradnictví a biovín. Mezi odrůdy se řadí například Cerason, Erilon, Hibernal, Johanniter, Laurot, Malverina, Rubinet, Solaris, Souvignier gris a jiné.
Pěstování PIWI odrůd umožňuje:
- Minimalizaci použití pesticidů. Případně na určitých stanovištích lze pěstovat odrůdu zcela bez použití pesticidů.
- Vypěstovat kvalitní hrozny pro výrobu jakostních a jakostních vín s přívlastkem.
- Produkci stolních hroznů, moštů a hroznových šťáv v bio kvalitě.

| Odrůda          | Původ | Požadavky na stanoviště | Termín sklizně            | Odolnost k plísni révy | Odolnost k padlí révy | Odolnost k šedé hnilobě | Odolnost k zimním mrazům | Doporučení zatížení (počet oček na m2) | Víno                                                           |
| --------------- | ----- | ----------------------- | ------------------------- | ---------------------- | --------------------- | ----------------------- | ------------------------ | -------------------------------------- | -------------------------------------------------------------- |
| Brönner         | DE    | střední                 | konec IX – 1. pol. X      | velmi dobrá            | velmi dobrá           | dobrá                   | velmi dobrá              | 4–6                                    | ovocně květinové, RB                                           |
| Cabernet blanc  | CH    | střední                 | 1. pol. X                 | dobrá                  | dobrá                 | dobrá                   | dobrá                    | 6–8                                    | SG                                                             |
| Chardonel       | US    | střední                 | konec IX – 1. pol. X      | dobrá                  | dobrá                 | dobrá                   | dobrá                    | 6–8                                    | Chardonnay                                                     |
| Donauveltliner  | AT    | střední                 |                           | střední                | velmi dobrá           | střední                 | velmi dobrá              |                                        | VZ                                                             |
| Donauriesling   | AT    | vyšší                   | 2. pol. X                 | velmi dobrá            | velmi dobrá           | velmi dobrá             | velmi dobrá              | 4–6                                    | ovocný, citrusy, lipový květ, RR                               |
| Erilon          | ČR    | střední                 | 1. pol. X                 | velmi dobrá            | velmi dobrá           | dobrá až střední        | dobrá                    | 4–6                                    | ovocný, kořenitý, SG                                           |
| Hibernal        | DE    | vyšší                   | 1. pol. X                 | dobrá                  | dobrá                 | velmi dobrá             | velmi dobrá              | 6–8                                    | cistrusy, kořenitý, RR, SG                                     |
| Johanniter      | DE    | vyšší                   | začátek X                 | vyšší                  | dobrá                 | dobrá                   | dobrá                    | 4–6, 6–8                               | ovocný, RR                                                     |
| Malverina       | ČR    | vyšší                   | 1. pol. X                 | dobrá                  | dobrá                 | dobrá až střední        | dobrá                    | 4–6                                    | květinový, ovocný, skořice, lékořice                           |
| Mery            | ČR    | střední                 |                           | velmi dobrá            | dobrá                 | dobrá                   |                          |                                        | muškátové                                                      |
| Merzling        | DE    | střední                 | polovina IX               | velmi dobrá            | dobrá                 | střední                 | dobrá                    | 6–8                                    | ovocný, nižší kyselina                                         |
| Muscaris        | DE    | nižší                   | polovina – 2. polovina IX | velmi dobrá            | dobrá                 | dobrá                   | dobrá                    | 6–8                                    | muškátový                                                      |
| Pinot Iskra     | IT    |                         |                           | velmi dobrá            | velmi dobrá           | střední                 | dobrá                    |                                        | RB, květinový, citrusový                                       |
| Rinot           | ČR    | střední                 | 2. pol. IX                | dobrá                  | dobrá                 | dobrá                   | dobrá                    | 4–6                                    | ovocný, bylinný                                                |
| Saphira         | DE    | vyšší                   | polovina X                | dobrá                  | dobrá                 | dobrá                   | dobrá                    |                                        | citrusový                                                      |
| Sauvignac       | CH    |                         |                           | velmi dobrá            | velmi dobrá           | dobrá                   | dobrá                    |                                        | Sg, kopřivový                                                  |
| Savilon         | ČR    | vyšší                   | 1. pol. X                 | velmi dobrá            | velmi dobrá           | velmi dobrá             | dobrá                    | 4–6                                    | květinově ovocný                                               |
| Solaris         | DE    | střední                 | konec VIII = začátek IX   | velmi dobrá            | velmi dobrá           | dobrá                   | velmi dobrá              | 6–8                                    | ovocně květinový                                               |
| Soreli          | IT    |                         |                           | velmi dobrá            | dobrá                 | střední                 |                          |                                        | intenzivní aroma, tropické ovoce, ananas, moučenka,dobré cukry |
| Souvignier gris | DE    | vyšší                   | 1. pol. X                 | velmi dobrá            | dobrá                 | dobrá                   | dobrá                    |                                        | jemné ovocné aroma, SG                                         |
| Traminette      |       | vyšší                   |                           | střední                | střední               | střední                 |                          |                                        | tramínový                                                      |

| Odrůda          | Původ | Požadavky na stanoviště | Termín sklizně | Odolnost k plísni révy | Odolnost k padlí révy | Odolnost k šedé hnilobě | Odolnost k zimním mrazům | Doporučení zatížení (počet oček na m2) |
| --------------- | ----- | ----------------------- | -------------- | ---------------------- | --------------------- | ----------------------- | ------------------------ | -------------------------------------- |
| Cabernet cortis | DE    | střední                 | 2. pol. IX     | velmi dobrá            | velmi dobrá           | dobrá                   |                          |                                        |
| Cerason         | ČR    | vyšší                   | polovina X     | velmi dobrá            | velmi dobrá           | dobrá                   | dobrá                    | 4–6                                    |
| Laurot          | ČR    | vyšší                   | polovina X     | velmi dobrá            | velmi dobrá           | velmi dobrá             | dobrá                    | 4–6                                    |
| Regent          | DE    | nižší                   | 2. pol. září   | velmi dobrá            | velmi dobrá           | velmi dobrá             |                          | 6–8                                    |